# The Mothman Prophecies
The Mothman Prophecies (tạm dịch: Lời tiên tri của Người bướm) là cuốn sách thuộc thể loại phi hư cấu năm 1975 do John Keel viết.

## Tóm tắt
Cuốn sách này kể lại những lời tường thuật của Keel về cuộc điều tra của tác giả khi ông được cho là đã tận mắt chứng kiến một sinh vật to lớn có cánh gọi là Người bướm ở vùng lân cận Point Pleasant, West Virginia, từ năm 1966 đến năm 1967. Tác phẩm kết hợp những tường thuật này với lý thuyết của ông về UFO và các hiện tượng siêu nhiên khác nhau, cuối cùng kết nối chúng với vụ sập cầu Silver bắc qua sông Ohio vào ngày 15 tháng 12 năm 1967. Các cuộc điều tra chính thức vào năm 1971 xác định vụ sập cầu là từ vết nứt do ăn mòn ứng suất ở thanh có tai treo nằm trong dây treo.

## Đón nhận
Kirkus Reviews nhận định cuốn sách này nêu lên lý thuyết của Keel rằng "người siêu trái đất" sử dụng một số dạng sức mạnh tâm linh để tạo ra ảo giác như Người bướm và UFO.
Trong số ra tháng 5/tháng 6 năm 2002 của tờ Skeptical Inquirer, nhà báo John C. Sherwood, cựu cộng tác viên kinh doanh của nhà nghiên cứu UFO Gray Barker, đã công bố một phân tích về các bức thư riêng giữa Keel và Barker trong thời gian Keel điều tra. Trong bài báo nhan đề "Gray Barker's Book of Bunk," Sherwood cho biết đã tìm thấy sự khác biệt đáng kể giữa những gì Keel viết vào thời điểm điều tra và những gì ông viết trong cuốn sách đầu tiên về báo cáo của Người bướm, đặt ra câu hỏi về tính chính xác của cuốn sách. Sherwood cũng kể lại rằng Keel, vốn nổi tiếng với việc viết ra những bức thư hài hước và táo bạo dành cho bạn bè và cộng sự, không giúp ông ấy làm rõ những khác biệt.

## Phim chuyển thể
The Mothman Prophecies là nguồn cảm hứng cho bộ phim cùng tên năm 2002, với sự tham diễn xuất của Richard Gere.